# Star Motorcycles
Star Motorcycles — подразделение компании Yamaha Motor Company, выпускающее мотоциклы класса круизер для американского рынка.

## История
В 1994 году Yamaha начала производить мотоциклы серии Star, ориентированные на американский рынок.
В 2006 году компания объявила о разделении марок Yamaha и Star и о создании нового бренда Star Motorcycles. Компания не стала открывать под бренд новые дилерские представительства. Подразделение расширилось и стало дочерней компанией со штаб-квартирой в городе Сайпресс, штат Калифорния. Под брендом Star Motorcycles выпускаются мотоциклы исключительно в США, в то время как такие же модели на других рынках продаются под названием Yamaha Drag Star.

## Описание
Так как основным рынком сбыта предполагались Соединенные Штаты, внешний вид круизеров ориентировался на популярные американские мотоциклы, в частности «Harley-Davidson». Поэтому некоторые модели были действительно очень похожи на американские машины.
Исключительно для Японии производятся мотоциклы с малым объёмом двигателя.

## Модели
- Bolt
  - Star Bolt
  - Bolt R-Spec
- Royal Star
  - Royal Star Tour Deluxe
  - Royal Star Venture
- Stratoliner
  - Stratoliner Delux
  - Stratoliner
  - Stratoliner S
- Roadliner / XV1900
  - Roadliner / XV1900A
  - Roadliner Midnight
  - Midnight Star
  - Roadliner S / XV1900AS
  - Raider
- Road Star
  - Road Star
  - Road Star S
  - Road Star Silverado
  - Road Star Silverado S
- DragStar / V-Star / XVS
  - DragStar 125
  - DragStar 250 / V Star 250
  - DragStar 400
  - DragStar 650 / V Star Classic XVS650A
  - DragStar 650 / V Star Custom XVS650
  - DragStar 650 / V Star Silverado
  - DragStar 950 / V Star 950
  - DragStar 950 Tourer / V Star 950 Tourer
  - DragStar 1100 / V Star 1100 Classic XVS1100A
  - DragStar 1100 / V Star 1100 Custom XVS 1100
  - DragStar 1100 / V Star 1100 Silverado
  - V Star 1300 / XVS1300A
  - V Star 1300 / XVS1300AW(C)
  - V Star 1300 Tourer
- Stryker
- Warrior
  - Midnight Warrior
  - Warrior
- V-Max